# Hugues Destrem
Hugues Destrem, född 8 februari 1754, död 20 juli 1804, var en fransk politiker.
Destrem var ursprungligen köpman. Han invaldes 1791 i lagstiftande församlingen och 1798 i de femhundrades råd. Här tillhörde han de främsta inom det radikala partiet och tog även utanför tribunatet del i den pånyttfödda "jakobinska rörelsen". Vid Bonapartes statskupp 1799 var Destrem en av de främsta opponenterna och straffades därför med deportation till Saint-Barthélemy, där han avled.